# Kileken
Kileken (o Kileghen) es el nombre de un personaje en la mitología masái, relacionada al planeta Venus. 
En el mito masái, el planeta Venus se llama Kileken, y visita la tierra bajo la forma de muchacho pequeño. Se dice que el muchacho favorecería a las personas y le cuidaría sus ganados, si el hombre al que ayuda le guarda la única cosa que él tiene: el secreto de su origen. Cuando el hombre traiciona a su confianza y espía a Kileken, el muchacho desaparecería en una luz brillante y volvería a los cielos. 